# Rhyacophila bacurianica
Rhyacophila bacurianica là một loài Trichoptera trong họ Rhyacophilidae. Chúng phân bố ở miền Cổ bắc.